# Daniel Pontzen
Daniel Pontzen (* 1980 in Aachen) ist ein deutscher Fernsehmoderator und Journalist.

## Leben
Daniel Pontzen wurde 1980 in Aachen geboren. Ab 1996 war er Freier Mitarbeiter bei den Aachener Nachrichten. 1999 machte er sein Abitur am Anne-Frank-Gymnasium Aachen. Danach machte er seinen Zivildienst. Ab 2001 absolvierte er eine Ausbildung an der Deutschen Journalistenschule und studierte Diplom-Journalistik an der Ludwig-Maximilians-Universität München. Gleichzeitig war er Freier Mitarbeiter beim Tagesspiegel, Handelsblatt und Münchner Merkur. 2007 arbeitete er in der Sportredaktion des Spiegels. Danach war er bis 2010 Reporter im ZDF-Landesstudio Bayern. Von 2009 bis 2013 promovierte er im Fach Politische Wissenschaft an der Albert-Ludwigs-Universität Freiburg. Seine Dissertation trägt den Titel „Politiker in der Medialisierungsspirale? – eine Abgeordneten-Befragung auf Landes-, Bundes- und EU-Ebene“.  2010 wurde er Redakteur und Reporter beim heute-journal. 2014 wurde er Korrespondent im ZDF-Studio Washington.
Pontzen schrieb 2016 erstmals ein Drehbuch für die Fernsehsendung Nano, später auch für die Sendung Berlin direkt.  Seit 2018 ist er Korrespondent im ZDF-Hauptstadtstudio, seit 2019 Moderator des ZDF-Mittagsmagazins, seit 2020 Präsentator von Inside PolitiX, seit 2022 Vertretungsmoderator bei frontal und seit 2024 Moderator von Berlin direkt.

## Filmografie

### Drehbuch
- 2016: Nano (Fernsehsendung, eine Folge)
- 2019–2020: Berlin direkt (Fernsehsendung, 6 Folgen)
- 2021–2023: ZDF-Mittagsmagazin (Fernsehsendung, 9 Folgen)

### Moderator
- seit 2019: ZDF-Mittagsmagazin
- 2021: Für & Wider – Die ZDF-Wahlduelle
- seit 2022: Frontal
- seit 2024: Berlin direkt